# 웰컴투 정글스쿨
《웰컴투 정글스쿨》은 탐이부의 웹툰 《애니멀 스쿨》을 바탕으로 넥스토리, 스튜디오 애니멀, CJ ENM, kt alpha, 서울산업진흥원, 투유드림이 공동으로 만든 애니메이션이다. 투니버스에서 2021년 10월 18일부터  2022년 3월 7일까지 매주 월요일 저녁 8시에 방영되었다.

## 방송 시간
| 방송 채널 | 방송일                            | 방송 시간 |
| --------- | --------------------------------- | --------- |
| 투니버스  | 2021년 10월 18일 ~ 2022년 3월 7일 | 종료      |
| KBS 1TV   | 2025년 8월                        | 예정중    |

## 우리말 출연
- 김현심: 사자후
- 홍범기: 마얼룩, 사자성
- 현경수: 박가막, 견간지
- 이새벽: 기둘기
- 박시윤: 사자영
- 임윤선: 고범경
- 홍승효: 전장어
- 시영준: 고범경 아빠
- 강새봄: 까막 어멈
- 강성우: 조아랑
- 황동현: 박국, 하이, 광채
- 박이서: 견간지 아내, 퓨마
- 채림: 견이득, 정래서
- 유혜지: 견쩔, 염소민, 악어새
- 이달래: 견귀엽, 강아지
- 김동현: 백태웅, 고북이, 기린
- 김윤기: 서너굴, 에나, 계선생
- 이우리: 오구리, 고다일, 원숭이

## OST
- 〈학교 다녀오겠습니다〉
- 가수: 조영배
- 작사: 윤주현
- 작곡: 윤주현, 김정아
- 녹음/믹스: 엄찬용 (LEAD SOUND)
- 마스터링: 도정회 (SOUNDMAX)

## 제작진
- 원작: 탐이부 (TAMIBOO)
- 시나리오: 김은채, 장혜린, 김상화, 최형자
- 스토리보드: 최민철, 고세윤, 박생기, 김보경, 김혜리, 안승희, 민태정, 김수경, 유창희, 김재우, 오성윤 (오돌또기)
- 총 감독: 이상우
- 연출 감독: 허재선, 원혜민, 김선용
- 넥스토리
  - 총괄: 김훈, 김정선
  - PD: 최준석
- 스튜디오애니멀
  - 총괄: 조경훈
  - PD: 김원하, 김은선
  - AD: 황순우, 이기창
  - 설정: 김경화, 김아름, 이지혜
  - 배경: 고태경, 유윤정
  - 3D: 박장준, Tiphaine Vergriete
  - 촬영: 문성철, 송미연, 손지연, 김기표, 최승준
- 아트플러스엠
  - PD: 한송이, 엄정흠, 주설연
  - 배경: 권현화, 조수아, 장규리, 갑영소
  - 애니메이션: 김정희, 신현호, 박소현, 조연수, 앤드류, 이진, 정지연, 양가닝, 장해강, 장평, 왕디디
- 투비스토리
  - 배경: 장선수
  - 애니메이션: 최윤서, 이일호, 전용석, 윤병락, PLULO JULIANO, LOSE MAE FELICIANO
- CJ ENM 애니메이션 사업부
  - 총괄 기획: 김영욱
  - 제작 총괄: 석종서
  - IP 운영: 정찬원, 김장원
  - 채널 운영: 하나영, 이민순, 조승연, 김도희, 김희정, 강은희, 차주연, 황예진, 김혜수
  - 마케팅: 류지원, 변유리, 김창원, 황호신, 최주연
  - 판권사업: 성수희, 김민지, 양정민, 장지호, 유혜정, 김윤주, 진지혜
- 음악감독: 김정아
- 배경음악 작곡: 최창국, 박진현, 윤주현, 서유원, 김정아
- 녹음 믹싱: 김재형
- 음향 효과: 김재형, 김지후, 김소현
- 포스트총괄: 신길주
- 사운드연출: 이계훈
- 포스트관리: ㈜CICMEDIA 조일오
- 종합편집: ㈜CICMEDIA 정회범
- ㈜케이티알파
  - 디지털 배급: 홍연재, 김효은, 손서진
- 서울산업진흥원(SBA)
  - 제작/투자 지원: 박보경, 이정우, 박윤영
- ㈜투유드림
  - 투자 제작: 유택근, 안홍식
- 제작투자: 〈웰컴투 정글스쿨〉 공동 제작/사업 위원회: ㈜씨제이이엔엠, ㈜케이티알파, ㈜투유드림, ㈜넥스토리, ㈜스튜디오애니멀, 서울산업진흥원(SBA)
- 제작지원: 한국콘텐츠진흥원(KOCCA)
- 배급/라이센싱&머천다이징: ㈜씨제이이엔엠
- 기획: Tooniverse
- 제작: ㈜씨제이이엔엠, ㈜케이티알파, ㈜투유드림, ㈜넥스토리, ㈜스튜디오애니멀, 서울산업진흥원(SBA)
- © 2021 ~ 2022 넥스토리, 스튜디오 애니멀, CJ ENM, kt alpha, SBA, 투유드림, All rights reserved.

## 방영 목록
| 회차       | 제목                    | 방송 일자        |
| ---------- | ----------------------- | ---------------- |
| 1화        | 동물학교에 어서오세요   | 2021년 10월 18일 |
| 1화        | 견간지의 첫 출근        | 2021년 10월 18일 |
| 1화        | 수업은 힘들어           | 2021년 10월 18일 |
| 2화        | 맛있는 점심시간         | 2021년 10월 25일 |
| 2화        | 농구왕 사자후           | 2021년 10월 25일 |
| 2화        | 조류 격파 대회          | 2021년 10월 25일 |
| 3화        | 청소의 고수             | 2021년 11월 1일  |
| 3화        | 서바이벌 가정 방문 (상) | 2021년 11월 1일  |
| 3화        | 서바이벌 가정 방문 (하) | 2021년 11월 1일  |
| 4화        | 우리집에 놀러와         | 2021년 11월 8일  |
| 4화        | 얼룩아 학교가자         | 2021년 11월 8일  |
| 4화        | 동아리를 찾아라         | 2021년 11월 8일  |
| 5화        | 느려도 괜찮아           | 2021년 11월 15일 |
| 5화        | 날아라 기둘기           | 2021년 11월 15일 |
| 5화        | 새타령                  | 2021년 11월 15일 |
| 6화        | 낮잠 시간               | 2021년 11월 22일 |
| 6화        | 내 이름은 고범경        | 2021년 11월 22일 |
| 6화        | 오해                    | 2021년 11월 22일 |
| 7화        | 위험한 뜨개질           | 2021년 11월 29일 |
| 7화        | 게임은 힘들어           | 2021년 11월 29일 |
| 7화        | 친구는 먹는 거 아니야   | 2021년 11월 29일 |
| 8화        | 스타 탄생               | 2021년 12월 6일  |
| 8화        | 물 극복 프로젝트        | 2021년 12월 6일  |
| 8화        | 전학생의 노트           | 2021년 12월 6일  |
| 9화        | 회장 취임               | 2021년 12월 13일 |
| 9화        | 어둠의 히어로           | 2021년 12월 13일 |
| 9화        | 승리를 향해 쏴라        | 2021년 12월 13일 |
| 10화       | 사마지교                | 2021년 12월 20일 |
| 10화       | 행복한 어버이날         | 2021년 12월 20일 |
| 10화       | 무모한 밴드부           | 2021년 12월 20일 |
| 11화       | 기둘기의 무모한 도전    | 2021년 12월 27일 |
| 11화       | 아빠와 딸               | 2021년 12월 27일 |
| 11화       | 사랑은 짜릿짜릿         | 2021년 12월 27일 |
| 12화       | 선생님의 소중함         | 2022년 1월 3일   |
| 12화       | 아! 맞다 숙제           | 2022년 1월 3일   |
| 12화       | 용감한 얼룩이           | 2022년 1월 3일   |
| 13화       | 사자에게 갈기란         | 2022년 1월 10일  |
| 13화       | 캠핑하러 가요           | 2022년 1월 10일  |
| 13화       | 초대해줘서 고마워       | 2022년 1월 10일  |
| 14화       | 만보기의 행복           | 2022년 1월 17일  |
| 14화       | 신문부의 X-file         | 2022년 1월 17일  |
| 14화       | 북극 수학여행 1         | 2022년 1월 17일  |
| 15화       | 북극 수학여행 2         | 2022년 1월 24일  |
| 15화       | 북극 수학여행 3         | 2022년 1월 24일  |
| 15화       | 사자왕은 내 거야        | 2022년 1월 24일  |
| 16화       | 쉿, 비밀이야            | 2022년 2월 7일   |
| 16화       | 빵집 살리기             | 2022년 2월 7일   |
| 16화       | 선생님의 화분           | 2022년 2월 7일   |
| 17화       | 내 인생 고기            | 2022년 2월 14일  |
| 17화       | 밸런타인 데이           | 2022년 2월 14일  |
| 17화       | 동생 돌보기             | 2022년 2월 14일  |
| 18화       | 약속은 지키자고 있는 것 | 2022년 2월 21일  |
| 18화       | 성적을 올리자           | 2022년 2월 21일  |
| 18화       | 사라진 편지 조각        | 2022년 2월 21일  |
| 19화       | 명탐정 서너굴           | 2022년 2월 28일  |
| 19화       | 천재가 된 기둘기        | 2022년 2월 28일  |
| 19화       | 인과응보                | 2022년 2월 28일  |
| 20화       | 무서운 조류 독감        | 2022년 3월 7일   |
| 20화       | 타임캡슐                | 2022년 3월 7일   |
| 20화       | 미술 대회               | 2022년 3월 7일   |
| 최종화(21) | 크리스마스 깜짝파티     | 2022년 3월 7일   |

### 결방 및 변경 안내
- 예정중